# Battaglia di Beirut

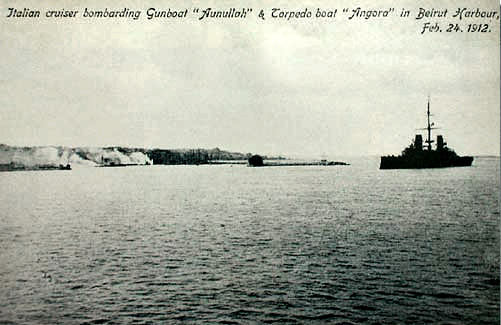
Un incrociatore corazzato (il Ferruccio o il Garibaldi, unità gemelle) bombarda la rada di Beirut il 24 febbraio 1912. Bersagli immobili la cannoniera corazzata Avni Illah e la torpediniera Angora

La battaglia di Beirut fu uno scontro navale combattuto al largo della costa libanese durante la guerra italo-turca; a seguito della dimostrazione di forza italiana, il quadrante navale del Canale di Suez rimase al sicuro dagli attacchi navali ottomani durante il resto del conflitto.
Durante la battaglia, i due incrociatori corazzati italiani Ferruccio e Garibaldi sorpresero in porto la cannoniera corazzata Avnillah o Avni Illah (grafia diversa a seconda delle fonti, cioè "Divina Provvidenza") e una torpediniera, affondandole a cannonate senza possibilità di reazione da parte turca per l'obsolescenza della Avnillah e la disparità delle forze.

## La battaglia
Già dal 23 ottobre le due squadre principali della flotta italiana rientrate ad Augusta dalla Libia erano state spostate a Taranto per operare nel Mar Egeo; il governo italiano tuttavia frenava qualsiasi tentativo di azione militare marittima fuori dalle acque già controllate dalla Regia Marina.
Il 20 febbraio il comandante della squadra dell'Egeo, contrammiraglio Paolo Thaon di Revel, ricevette l'ordine di catturare o distruggere la Avnillah (una grossa e obsoleta corvetta a casamatta riclassificata cannoniera corazzata da 2400 t) e la torpediniera Angora (nome ottomano di Ankara) di base a Beirut. La formazione italiana composta dai due incrociatori Giuseppe Garibaldi e Francesco Ferruccio si presentò il 24 febbraio davanti al porto di Beirut e, dopo aver intimato la resa senza ricevere risposta, alle 09:00 aprì il fuoco affondando entrambe le navi turche; nonostante l'ordine di non cannoneggiare la città, alcuni tiri lunghi arrivarono a terra uccidendo due gendarmi e 52 civili.